# Dálnice 12 (Izrael)
Dálnice 12, přesněji spíš Silnice 12 (hebrejsky: כביש 12, Kviš 12) je silniční spojení (nikoliv dálničního typu) v jižním Izraeli, v jižní části Negevské pouště.
Začíná přímo ve městě Ejlat na pobřeží Rudého moře, pak směřuje k severu a stoupá do hornaté části pouště Negev, kde sleduje izraelsko-egyptskou hranici, přičemž míjí nevyužívaný hraniční přechod Netafim. Na křižovatce s dálnicí číslo 10 uhýbá k severovýchodu do vnitrozemí Izraele. Vede neosídlenou krajinou okolo mezinárodního letiště Ovda a u vesnice Ne'ot Smadar ústí do dálnice číslo 40, která spojuje vádí al-Araba a Beerševu přes Micpe Ramon.